# Anthony Gardner
Anthony Gardner (Stafford, 19 settembre 1980) è un ex calciatore inglese, di ruolo difensore.

## Carriera

### Club
Cominciò la sua carriera al Port Vale. Nel 2000 si trasferì al Tottenham Hotspur dove rimase per diversi anni. Nel 2008 si trasferì in prestito all'Everton. A fine stagione, nel luglio 2008 trova posto nella rosa dell'Hull City, inizialmente in prestito. Poco dopo viene acquistato a titolo definitivo.

### Nazionale
Ha partecipato agli Europei Under-21 del 2000. Ha fatto il suo esordio con l'Inghilterra nel 2004.